# Scyllarides elisabethae
Scyllarides elisabethae е вид десетоного от семейство Scyllaridae. Възникнал е преди около 33,9 млн. години по времето на периода палеоген. Видът не е застрашен от изчезване.

## Разпространение и местообитание
Разпространен е в Мозамбик и Южна Африка (Западен Кейп, Източен Кейп, Квазулу-Натал и Северен Кейп).
Обитава крайбрежията и пясъчните дъна на рифове. Среща се на дълбочина от 36,6 до 419 m, при температура на водата от 8,1 до 18,5 °C и соленост 34,6 – 35,4 ‰.